# Nintendo hard
O termo Nintendo Hard faz referência à dificuldade dos games de Nintendo Entertainment System (NES) nas últimas duas décadas do século XX, tais como “Contra” (1988), “Ninja Gaiden” (1988) e “Battletoads” (1991). 
O conceito de Nintendo Hard remonta a meados da década de 80, um período em que os jogadores (comumente) utilizavam continues para chegar ao final nos games de arcade.
O termo Nintendo Hard não se limita a games de NES ou mesmo da Nintendo Company: aplica-se a todo e qualquer game com dificuldade (intrinsecamente) acima do normal.
Tais games são caracterizados por protagonistas frágeis (ou vulneráveis a one-hit kills), arquitetura malevolente (cenários entulhados de armadilhas e obstáculos congêneres), escassez/inexistência de checkpoints e/ou savepoints, sem mencionar outros aspectos difíceis da mecânica de jogo.
Basicamente, a personagem do jogador luta contra suas próprias limitações, vulnerabilidades, etc., mais do que luta contra seus inimigos (chefes incluídos), fazendo de todos os outros problemas em somatória uma questão secundária (ou irrelevante).
1. ↑  «Nintendo Hard». TV Tropes. Consultado em 24 de agosto de 2023